# Nokia 3110
Il Nokia 3110 è un telefono cellulare GSM prodotto dalla Nokia e commercializzato a partire dal 1997. Il 3110 è il primo cellulare Nokia a sfruttare il sistema di navigazione Navi-Key, che negli anni seguenti sarà una costante nella produzione Nokia. A differenza del suo successore, il Nokia 3210, ed i successivi cellulari dal design simile, il 3110 è dotato di antenna esterna, e sfrutta soltanto la rete GSM-900.
Il 3110 condivide la stessa piattaforma e i medesima accessori con il Nokia 8110.
Il numero 3110 è stato in seguito riutilizzato dalla Nokia nel 2007, per il lancio del Nokia 3110 classic. Il Nokia 3110 classic è esteticamente simile al 3110, ma è provvisto di tecnologie più moderne come bluetooth, fotocamera e registrazione audio e video.

## Caratteristiche tecniche
- Reti: GSM 900 MHz
- Dimensioni: 136 x 45 x 21 mm.
- Massa con batteria in dotazione: 146 g
- Anno di uscita: 1997
- Batteria: Ni-MH
- Kit d'acquisto: 1 batteria, 1 carica batterie da rete, 1 manuale d'uso.
- Autonomia in standby: 70 h
- Autonomia in conversazione: 120 min.